# Begonia bataiensis
Espèce
Statut de conservation UICN

 VU B1ab(i,ii,iii,iv,v)+2ab(i,ii,iii,iv,v); D2 : Vulnérable
Begonia bataiensis est une espèce de plantes de la famille des Begoniaceae.
Ce bégonia est originaire du Viêt Nam. L'espèce a été décrite en 2005 par la botaniste Ruth Kiew (née en 1946) et l'épithète spécifique, bataiensis, signifie « de Ba Tai », par référence à la montagne Ba Tai où elle fut découverte, dans le district du Kien Luong situé dans la province vietnamienne méridionale de Kiên Giang. Elle a été trouvée également sur d'autres reliefs karstiques comme Mo So, Khoe La et Lo Coc sur les rochers suintants.

## Description
Il s'agit d'un bégonia tubéreux, sans tige. Les feuilles ont des poils blancs. Les fleurs mâles sont constituées de quatre tépales blancs tandis que les fleurs femelles en ont quatre ou cinq. Les fruits sont charnus.

## Statut de conservation
Cette espèce rare est menacée de disparition et considérée comme vulnérable (VU) par l'Union internationale pour la conservation de la nature (UICN).